# De verstekeling (film)
De verstekeling is een Nederlands-Oezbeekse film uit 1997 van Ben van Lieshout. Het verhaal is gebaseerd op een scenario van Bert Bisperink en Van Lieshout. De film heeft als internationale titel The Stowaway.
De film ging in première op het Internationales Filmfestival Mannheim-Heidelberg. Hij gaat over een Oezbeekse visser die als verstekeling aan boord van een schip in de havenstad Rotterdam belandt.

## Verhaal
Orazbaj, zoon van een werkloze visser uit Oezbekistan, is een verstekeling op een schip richting New York. Gestrand in Rotterdam, vindt hij genegenheid van de vrouw en zoon van een zeeman. Is hij veilig of zal de buitenlandse zaken-politie op de hoogte worden gebracht van zijn illegale verblijf en hem terug naar Oezbekistan sturen? 

## Hoofdrollen
| Acteur                  | Personage            |
| ----------------------- | -------------------- |
| Bekzod Mukhammadkarimov | Orazbai              |
| Ariane Schluter         | Katharina            |
| Rick van Gastel         | Maarten              |
| Dirk Roofthooft         | Zeeman               |
| Sjamoerat Oetemratov    | Vader                |
| Culnar Aidzjanava       | Aydin                |
| Karamat Primbetov       | Iso                  |
| Leda Elueva             | Bibigul              |
| Roef Ragas              | Collega Zeeman       |
| Ad van Kempen           | Kapitein             |
| Hans Magnus             | Vreemdelingenpolitie |
| Ruurt de Maesschalck    | Vreemdelingenpolitie |
| Hans Hausdörfer         | Havenpolitie         |
| Tjerk Risselada         | Werfarbeider         |
| Stef van der Eijnden    | Rozenkweker          |